# Eden Hazard
Eden Michael Walter Hazard (La Louvière, 7 gennaio 1991) è un ex calciatore belga, di ruolo centrocampista o attaccante.
Considerato come uno dei più forti calciatori belgi di sempre, durante i suoi anni al Chelsea è stato riconosciuto anche come una delle migliori ali al mondo. È stato inserito per sei volte tra i candidati alla vittoria del Pallone d'oro (dal 2013 al 2015 e dal 2017 al 2019), mentre nel 2010 è stato inserito nella lista dei migliori calciatori nati dopo il 1989 e nel 2012 in quella relativa ai migliori calciatori nati dopo il 1991, ambedue stilate da Don Balón.
Ha esordito con il Lilla, con il quale ha vinto nel 2011 una Ligue 1 e una Coupe de France. L'anno successivo si è trasferito al Chelsea, dove è rimasto per sette stagioni conquistando due Premier League (2015 e 2017), una FA Cup (2018), una Football League Cup (2015) e due UEFA Europa League (2013 e 2019). Nel 2022 ha vinto la UEFA Champions League con il Real Madrid. 
Con la nazionale belga, di cui con 34 reti è il secondo miglior marcatore di tutti i tempi dopo Romelu Lukaku, ha partecipato a tre Mondiali (Brasile 2014, Russia 2018 e Qatar 2022) e a due Europei (Francia 2016 ed Europa 2020).

## Biografia
È figlio di due ex calciatori, Thierry e Carine, che dopo il ritiro sono diventati professori di educazione fisica. I suoi fratelli, Thorgan, Kylian ed Ethan sono anch'essi calciatori.
Hazard ha sposato la sua fidanzata d'infanzia Natacha Van Honacker nel 2012, con cui sta dall'età di quattordici anni. Insieme hanno quattro figli. I nomi dei bambini sono Yanis (19 dicembre 2010), Léo (30 gennaio 2013), Samy (26 settembre 2015) e Santi (19 ottobre 2019). Il figlio maggiore Yanis prende il nome da Yannis Salibur, il suo migliore amico al Lille OSC.

## Caratteristiche tecniche
Ala rapida e molto tecnica, nel Lilla ha giocato anche nella posizione di trequartista o in quella di seconda punta, mentre con l'arrivo di Maurizio Sarri sulla panchina del Chelsea ha ricoperto per un periodo il ruolo di punta centrale. Il suo gioco si sviluppa principalmente palla al piede, dove grazie ad un buon dribbling è solito saltare facilmente l'avversario permettendo alla sua squadra di attaccare in superiorità numerica. Nel suo repertorio rientra il doppio passo, che sfrutta per accentrarsi e provare il tiro a rete.
È inoltre un ottimo rigorista ed esecutore di calci di punizione.

## Carriera

### Club

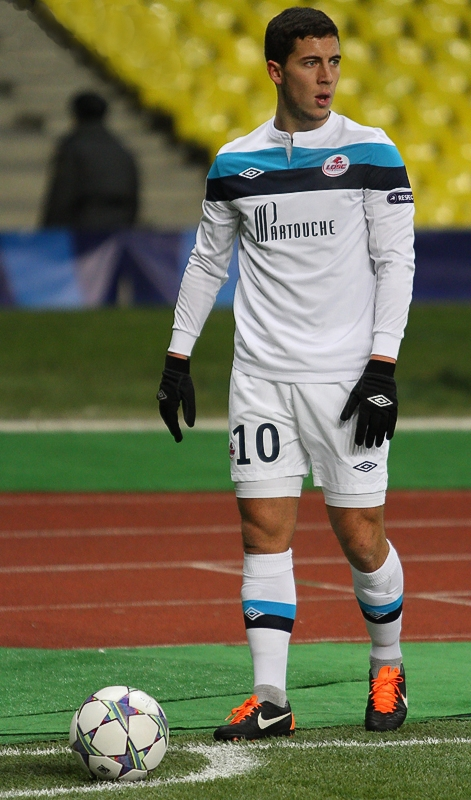
Hazard con la maglia del nel 2011.

#### Gli inizi
Hazard muove i primi passi nel Tubize e già a 14 anni si fa notare dalle maggiori squadre del paese, quali Standard Liegi e Anderlecht. Nonostante ciò, visto il suo interesse per il campionato francese, decide di firmare con il Lilla.

#### Lilla
Nella stagione 2007-2008 fa il suo esordio nella prima squadra del Lilla a 17 anni, e il 20 settembre 2008, contro l'Auxerre, mette a segno la sua prima rete nella Ligue 1. Nella 14ª giornata di campionato contro il Saint-Étienne arriva il secondo gol (3-0). Contro il Dunkerque il 23 gennaio ai sedicesimi di finale di Coppa di Francia segna un gol (3-0). Il 7 febbraio segna contro il Sochaux, dove decide la partita all'88º minuto vincendola 3-2. Conclude la stagione con 36 presenze e 6 gol.
Giocata titolare la stagione 2008-2009, durante la stagione 2009-2010 il giovane centrocampista diventa un punto fermo della squadra francese. Il 30 luglio 2009 nella prima partita della stagione segna nel preliminare di UEFA Europa League contro la squadra serba del Sevojno dove il Lilla vince 2-0. Il 27 agosto arriva il secondo gol in Europa contro il Genk gara di ritorno dei preliminari. Il primo gol in campionato arriva contro il Le Mans del 20 dicembre finita 3-0. Durante l'UEFA Europa League 2009-2010 segna un gol contro il Liverpool grazie al quale la sua squadra riesce a vincere la gara di andata degli ottavi di finale. Finita la stagione 2009-2010 viene nominato per la seconda volta consecutiva miglior giovane dell'anno nel campionato francese.
Il 29 agosto 2010 arriva il suo primo gol in stagione contro il Nizza, partita pareggiata 1-1. Il 27 ottobre segna il secondo gol in campionato contro il Caen, finita 4-1 per il Lilla. Il 10 novembre va ancora a segno nella partita persa 2-1 contro il Montpellier. L'8 gennaio 2011, nella prima partita dell'anno di Coppa di Francia, segna il gol dell'1-0. Partita finita 3-0 contro il Forbach. Il 19 gennaio segna contro il Lorraine, finita 3-0. Il 4 marzo 2011 rinnova il contratto fino al 30 giugno 2015. Il 6 marzo segna contro il Marsiglia (2-1 per il Lilla) e una settimana dopo segna ancora contro il Valenciennes vinta 2-1. Il 7 maggio realizza il gol partita contro il Lorraine come l'andata. Il 2 aprile 2011, a 20 anni, raggiunge il traguardo delle 100 presenze in Ligue 1, tutte con la maglia del Lilla. Conclude la stagione 2010-2011 con 37 presenze e 7 reti e la vittoria dello scudetto e della coppa di Francia con il Lilla; è stato inoltre nominato miglior calciatore della Ligue 1 2010-2011.
La nuova stagione inizia con il ritiro prestagionale, seguito da sei amichevoli, la prima il 9 luglio a Aquitania contro il Bordeux dove segna un gol la partita finisce 1-1.
Nella prima partita della stagione in Supercoppa di Francia contro l'Olympique de Marseille finita 5-4 per i marsigliesi, realizza 2 reti.. Un mese dopo, il 10 settembre 2011 segna ancora una doppietta nel 3-1 esterno contro il Saint-Étienne. Nella partita seguente contro il Sochaux segna un gol e realizza un assist per Pedretti, la partita finisce con un pareggio per 2-2. Contro il Trabzonspor il 27 settembre segna il suo primo gol in carriera in UEFA Champions League, l'incontro finisce 1-1. Il 3 dicembre contro l'Ajaccio segna il suo quinto in Campionato, il Lille vince la partita 3-2. Nel 3-0 contro il Saint-Etienne segna un gol e realizza un assist per Nolan Roux. Realizza la sua seconda doppietta in stagione, nell'incontro contro l'Auxerre finito 2-2. Realizza tre gol in tre partite contro il Valenciennes, contro l'Evian e il terzo nella partita vinta 2-1 contro il Tolosa. Nella sfida della 34ª giornata di Ligue 1 contro il Paris Saint-Germain segna su rigore il gol dell'1-1 al 70' dopo il gol dell'1-0 di Pastore, la partita viene vinta 2-1 decisa da Roux. All'ultima giornata di campionato il 20 maggio realizza per la prima volta in carriera una tripletta nella partita vinta 4-1 contro il Nancy. Conclude la Stagione con 47 partite e 23 gol.

#### Chelsea

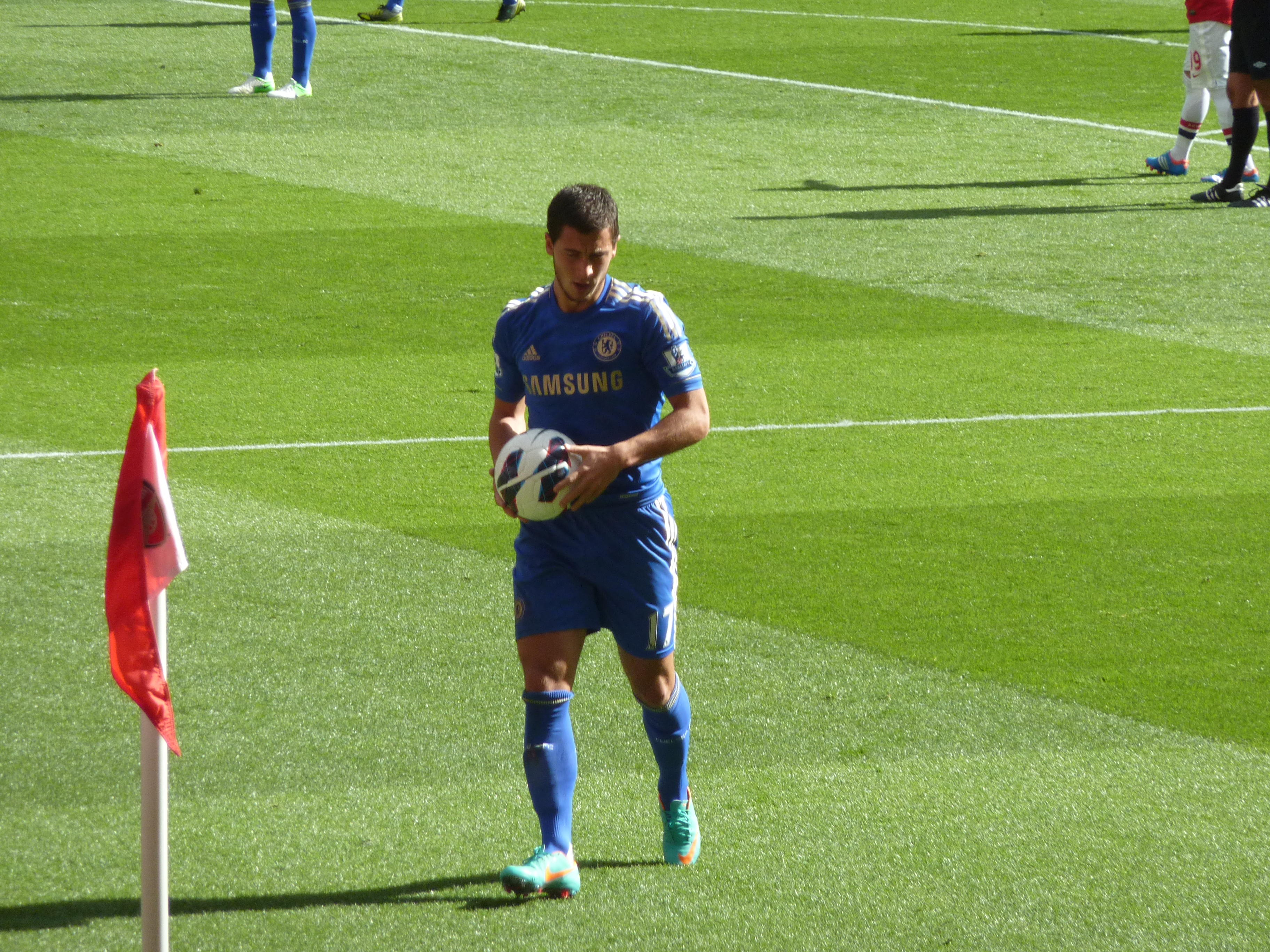
Hazard con il nel settembre 2012.

Il 4 giugno 2012, all'età di 21 anni, è stato acquistato dal Chelsea per una cifra vicina ai 40 milioni di euro, divenendo così il giocatore belga più pagato nella storia del calcio.. Il 12 agosto seguente fa il suo debutto con la nuova maglia nel Community Shield, perso contro il Manchester City per 2-3 al Villa Park. Il 18 agosto esordisce in Premier League contro il Wigan, servendo ad Ivanović l'assist dell'1-0 e procurandosi un rigore, poi trasformato da Frank Lampard. Quattro giorni dopo, nella sua seconda partita di Premier League contro il Reading, serve tre assist per i quattro gol totali segnati dal Chelsea. La prima rete con la maglia dei Blues la mette a segno alla terza giornata, contro il Newcastle, su calcio di rigore. Nel primo match internazionale con il Chelsea, la Supercoppa Europea persa 1-4 contro l'Atletico Madrid, non è particolarmente decisivo. Il 23 gennaio 2013, in occasione di Swansea-Chelsea, semifinale di ritorno di Coppa di Lega inglese, il giocatore è protagonista di uno spiacevole episodio: al 33º minuto del secondo tempo viene espulso per aver colpito volontariamente, con un calcio, un raccattapalle che si era impossessato del pallone. La partita termina poi con il risultato di 0-0, garantendo il passaggio in finale ai gallesi, vittoriosi per 2-0 nella gara di andata. Il 15 maggio vince l'Europa League, grazie al successo 2-1 sul Benfica in finale, ad Amsterdam.

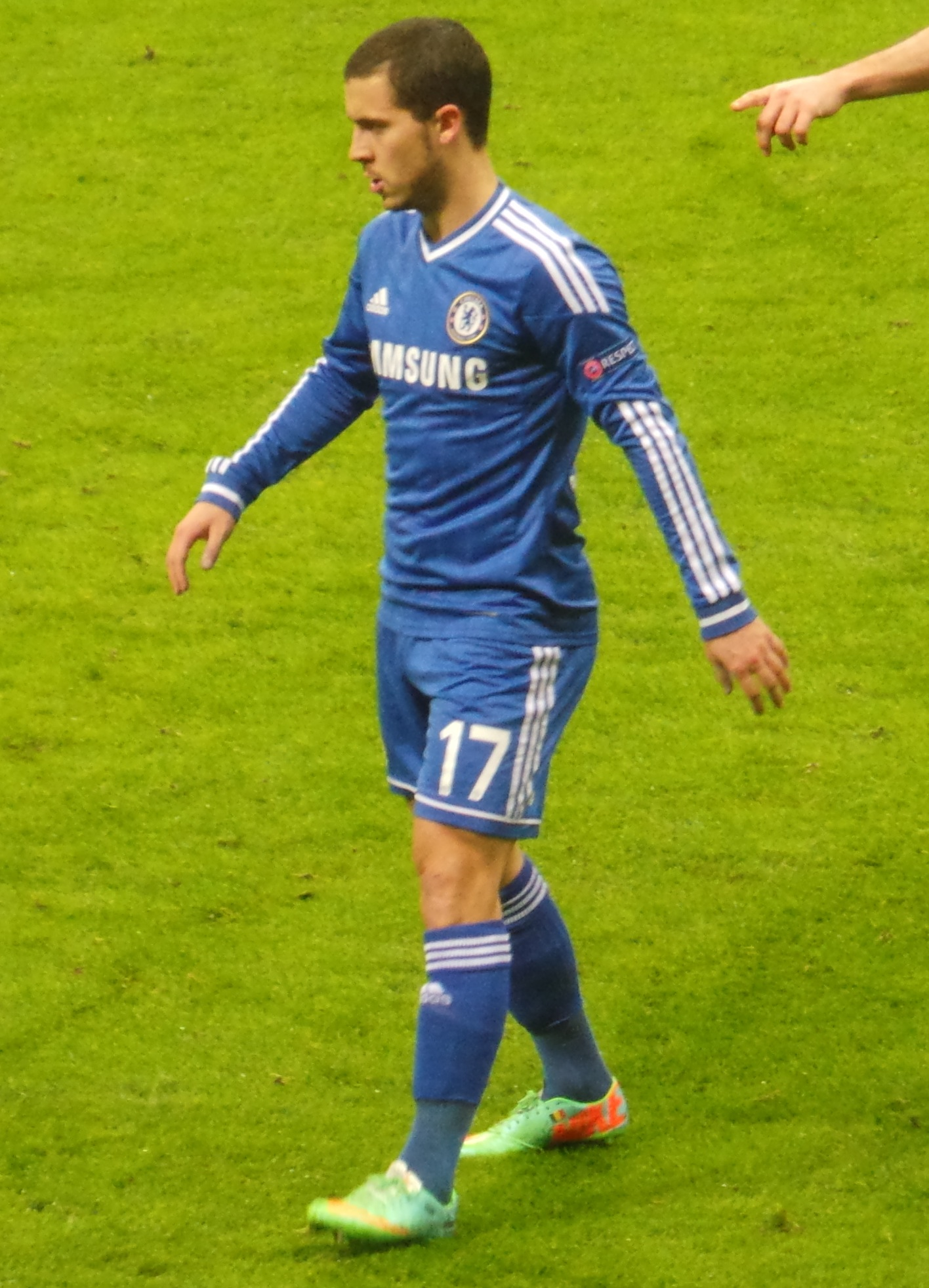
Hazard in una partita di Champions League del febbraio 2014.

L'8 febbraio 2014 realizza la sua prima tripletta in Premier League nella partita vinta 3-0 dai Blues ai danni del Newcastle. L'8 marzo 2014 subisce un infortunio muscolare nella partita di ritorno di Champions League con il PSG che lo costringe a uscire al 18' del primo tempo, per lui 2 settimane di stop. Partita vinta poi dai Blues 2-0 ed accedono alle semifinali di Champions League. Il 28 aprile 2014 viene premiato come miglior giovane della Premier League insieme a Luis Suárez.
Il 4 giugno cambia il suo numero di maglia, passando dalla 17 alla 10. Nella stagione 2014-2015 ricopre un ruolo fondamentale nel Chelsea per la conquista della Premier League e della League Cup, tanto da essere eletto miglior calciatore della squadra e dell'intero torneo. In campionato gioca tutte le partite, segnando anche 14 gol.
La stagione 2015-2016 si rivela molto deludente per lui, complice anche la pessima annata del Chelsea (oltre a un rapporto negativo con José Mourinho). In campionato rimane a secco di gol per quasi un anno; torna a segnare il 23 aprile 2016, alla 35ª giornata, realizzando una doppietta ai danni del Bournemouth (4-1). Si ripete la settimana successiva, nel pareggio per 2-2 contro il Tottenham a Stamford Bridge. L'11 maggio seguente segna una rete nella partita pareggiata per 1-1 sul campo del Liverpool. Chiude la sua stagione con 43 presenze tra campionato e coppe, segnando sei gol (quattro in Premier League e due in FA Cup).

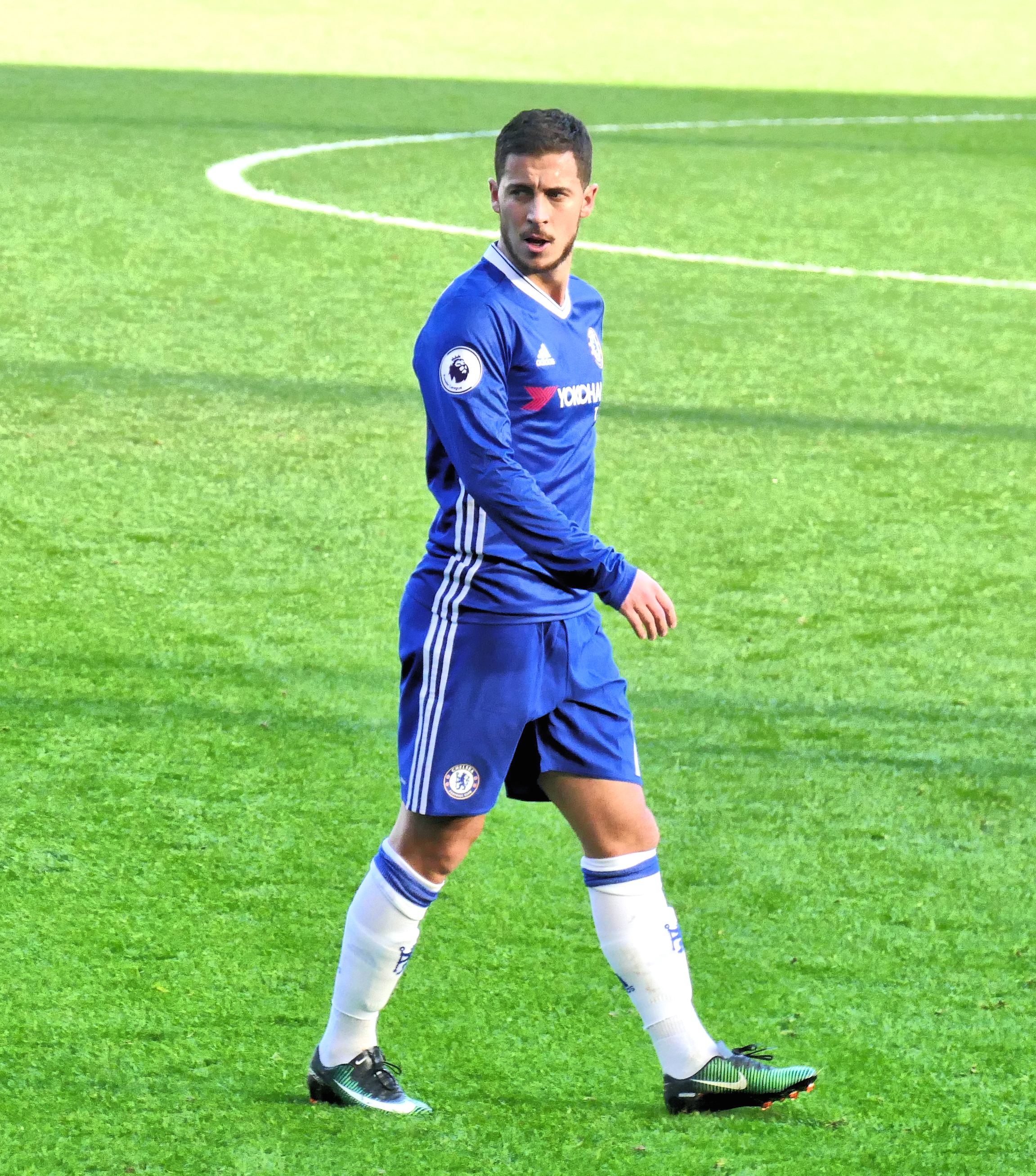
Hazard in una gara di Premier League del dicembre 2016.

Inizia la stagione 2016-2017, il 15 agosto, segnando il gol del momentaneo 1-0 nella vittoria per 2-1 contro il West Ham. Il 27 agosto ottiene ancora una volta il premio di uomo partita nella partita contro il Burnley, vinta 3-0, segnando il primo gol dell'incontro al nono minuto. Il 23 ottobre mette a segno la sua quarta rete stagionale, contro il Manchester United (partita terminata 4-0). Segna poi il primo gol nel match contro il Southampton (vinto per 2-0) del 30 ottobre.
A causa di un infortunio patito all'inizio di giugno del 2017, è costretto a rimanere fermo otto settimane, saltando l'intero pre-campionato e la prima giornata di Premier League Torna in campio il 25 agosto, giocando contro il Chelsea Under-23. Il 28 ottobre 2017 segna il suo primo gol stagionale, quello della vittoria (1-0) contro il Bournemouth in Premier League. A gennaio realizza due gol contro il Brighton & Hove Albion al Falmer Stadium, portando a 101 le marcature in carriera.
Nella stagione 2017-2018 Hazard risulta fondamentale per la vittoria della FA Cup, ottenuta dal Chelsea battendo per 1-0 in finale il Manchester Utd proprio con un suo gol, che gli consente di diventare il miglior marcatore stagionale della squadra (12 reti), staccando Álvaro Morata.

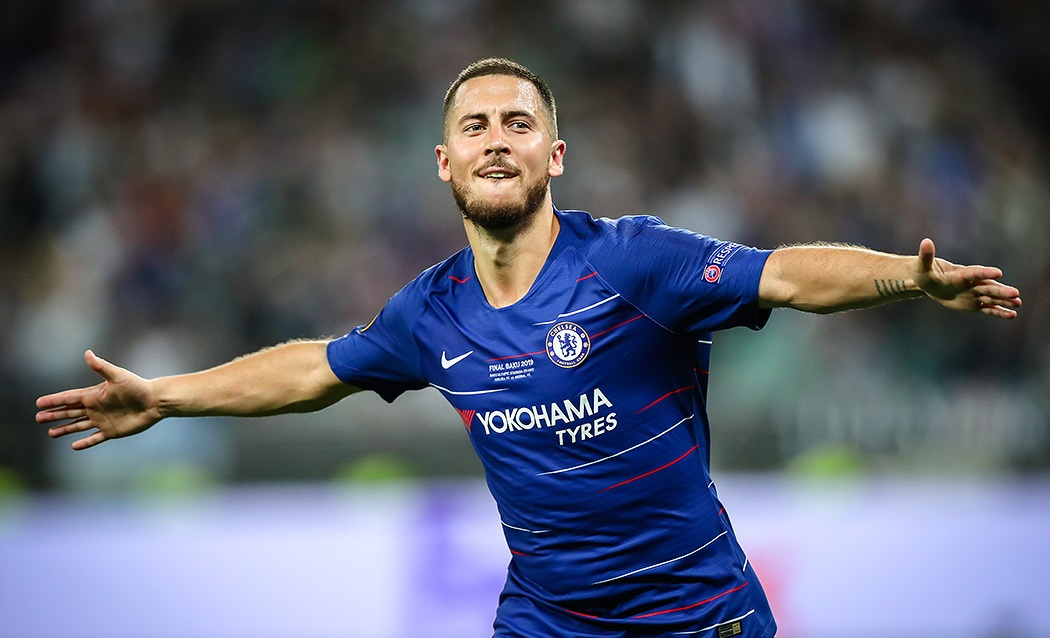
Hazard durante la finale di Europa League.

Inizia la stagione seguente con sei gol nelle prime sette partite giocate. Il 26 dicembre 2018 segna una doppietta nella partita contro il Watford a Vicarage Road, vinta per 2-1 dai Blues: per lui si tratta del 100º gol con il Chelsea, il 150º in carriera. È determinante anche in UEFA Europa League: il 9 maggio, nella semifinale di ritorno, realizza il rigore decisivo della vittoriosa serie nella sfida contro l'Eintracht Francoforte a Stamford Bridge, mentre il 29 maggio segna due gol e fornisce un assist nella finale di Baku vinta per 4-1 contro l'Arsenal, marcando la ventiduesima doppietta della storia dell'Europa League [Non chiaro, forse è da intendersi nella storia delle finali di Europa League].

#### Real Madrid e ritiro
Il 7 giugno 2019, dopo la decisione di non rinnovare il contratto con il Chelsea in scadenza nel giugno 2020, viene annunciato il suo passaggio al Real Madrid; secondo le indiscrezioni, il costo del trasferimento sarebbe pari a 100 milioni di euro. Esordisce con il Real il 14 settembre nel successo per 3-2 contro il Levante. Al primo anno mette a referto 22 presenze e 1 gol, segnato il 5 ottobre in Real-Granada 4-2. Torna a segnare il 31 ottobre 2020 in Real-Huesca 4-1, 392 giorni dopo l'ultima rete realizzata con i blancos. La settimana seguente risulta positivo al COVID-19.
Tuttavia delude le aspettative e non riesce ad avere un impatto nel reparto offensivo, collezionando 73 presenze e appena 7 gol in quattro stagioni.
Dopo essersi svincolato dal Real Madrid, il 10 ottobre 2023 annuncia il ritiro dal calcio giocato.

### Nazionale

#### Nazionali giovanili
Viene notato dagli addetti ai lavori durante gli Europei Under-17 del 2007 dove Hazard porta la squadra fino alle semifinali, dove viene battuta ai calci di rigore dalla Spagna di Bojan Krkić.
Il 7 ottobre segna il suo primo gol con la maglia del Belgio Under-19 nella partita vinta 5-0 contro l'Estonia Under-19. Tre giorni più tardi sempre per una partita valida per le qualificazioni agli Europei di categoria segna 2 gol contro la Croazia Under-19 pareggiata 2-2. Il 5 giugno 2009 decide la sfida contro l'Irlanda Under-19 finita 1-0.

#### Nazionale maggiore

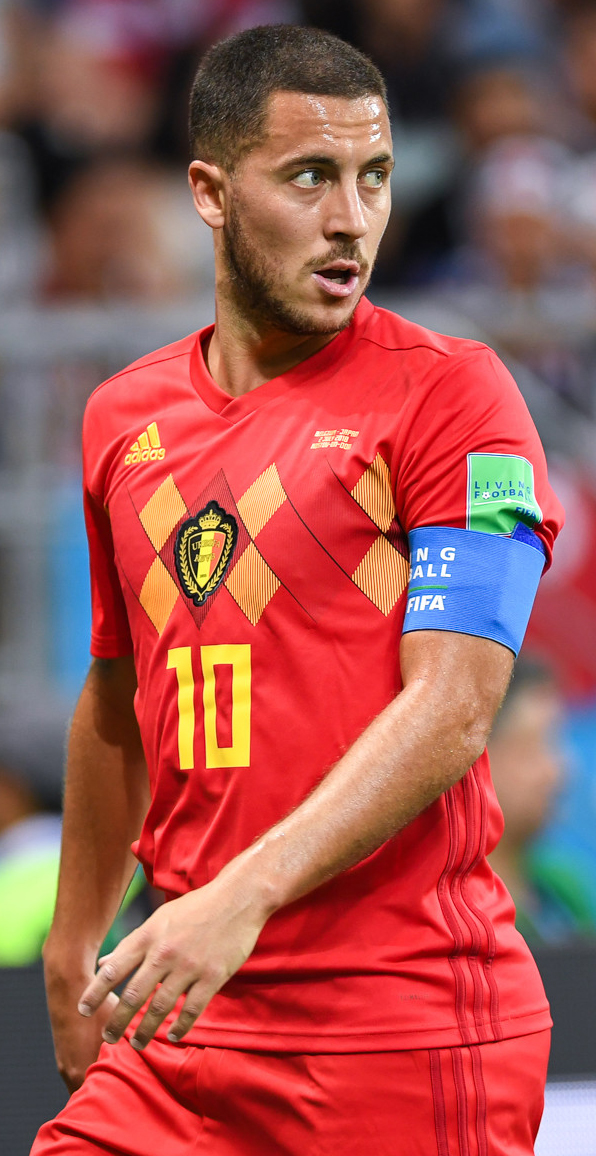
Hazard con la nazionale belga al campionato mondiale di calcio 2018.

Esordisce nella nazionale belga il 19 novembre 2008, all'età di 17 anni, in una partita amichevole contro il Lussemburgo terminata 1-1. L'11 febbraio 2009 arriva la sua seconda presenza contro la Slovenia.
Dopo 24 presenze con la maglia della sua nazionale, il 7 ottobre 2011, mette a segno la sua prima rete contro il Kazakistan. Esordisce nei Mondiali il 17 giugno 2014 contro l'Algeria facendo l'assist del definitivo 2-1 per Mertens.
Viene convocato per gli Europei 2016 in Francia. dove realizza un goal nel 4-0 contro l'Ungheria. La squadra deluderà venendo eliminata per 3-1 ai quarti dal sorprendente Galles.
Il 4 giugno 2018 è inserito nella lista dei 23 giocatori convocati dal CT Martinez per i Mondiali di Russia 2018, in cui realizza una doppietta nella seconda partita della fase a gironi contro la Tunisia (5-2). Il 14 luglio, in occasione della finale per il 3º posto vinta contro l'Inghilterra, fissa il risultato sul definitivo 2-0 per i Diavoli Rossi, contribuendo alla conquista del miglior risultato mai conseguito nella storia della Nazionale belga alla Coppa del Mondo. Il 24 marzo 2019, in occasione della vittoria per 2-0 a Nicosia contro Cipro valida alle qualificazioni ad Euro 2020, raggiunge quota 100 presenze e 30 reti in Nazionale.
Successivamente viene convocato per Euro 2020 (per i quali non riuscirà a partecipare ai quarti di finale contro l'Italia a causa di un infortunio)  e i Mondiali 2022; al termine di quest'ultimi lascia la nazionale, con cui ha collezionato 126 presenze e 33 gol.

## Statistiche
Tra club, nazionale maggiore e nazionali giovanili, Hazard ha totalizzato globalmente 798 presenze segnando 213 reti, alla media di 0,27 gol a partita.

### Presenze e reti nei club
| Stagione           | Squadra            | Campionato         | Campionato | Campionato | Coppe nazionali | Coppe nazionali | Coppe nazionali | Coppe continentali | Coppe continentali | Coppe continentali | Altre coppe | Altre coppe | Altre coppe | Totale | Totale |
| Stagione           | Squadra            | Comp               | Pres       | Reti       | Comp            | Pres            | Reti            | Comp               | Pres               | Reti               | Comp        | Pres        | Reti        | Pres   | Reti   |
| ------------------ | ------------------ | ------------------ | ---------- | ---------- | --------------- | --------------- | --------------- | ------------------ | ------------------ | ------------------ | ----------- | ----------- | ----------- | ------ | ------ |
| 2007-2008          | Lilla 2            | CFA                | 11         | 1          | -               | -               | -               | -                  | -                  | -                  | -           | -           | -           | 11     | 1      |
| 2008-2009          | Lilla 2            | CFA                | 2          | 0          | -               | -               | -               | -                  | -                  | -                  | -           | -           | -           | 2      | 0      |
| Totale Lilla 2     | Totale Lilla 2     | Totale Lilla 2     | 13         | 1          |                 | -               | -               |                    | -                  | -                  |             | -           | -           | 13     | 1      |
| 2007-2008          | Lilla              | L1                 | 4          | 0          | CF+CdL          | 0               | 0               | -                  | -                  | -                  | -           | -           | -           | 4      | 0      |
| 2008-2009          | Lilla              | L1                 | 30         | 4          | CF+CdL          | 4+1             | 2+0             | -                  | -                  | -                  | -           | -           | -           | 35     | 6      |
| 2009-2010          | Lilla              | L1                 | 37         | 5          | CF+CdL          | 1+2             | 0+1             | UEL                | 12                 | 4                  | -           | -           | -           | 52     | 10     |
| 2010-2011          | Lilla              | L1                 | 38         | 7          | CF+CdL          | 5+2             | 3+2             | UEL                | 9                  | 0                  | -           | -           | -           | 54     | 12     |
| 2011-2012          | Lilla              | L1                 | 38         | 20         | CF+CdL          | 3+1             | 1+0             | UCL                | 6                  | 0                  | SF          | 1           | 1           | 49     | 22     |
| Totale Lilla       | Totale Lilla       | Totale Lilla       | 147        | 36         |                 | 19              | 9               |                    | 27                 | 4                  |             | 1           | 1           | 194    | 50     |
| 2012-2013          | Chelsea            | PL                 | 34         | 9          | FACup+CdL       | 6+5             | 1+2             | UCL+UEL            | 6+7                | 0+1                | CS+SU+Cmc   | 1+1+2       | 0           | 62     | 13     |
| 2013-2014          | Chelsea            | PL                 | 35         | 14         | FACup+CdL       | 3+1             | 0               | UCL                | 9                  | 2                  | SU          | 1           | 1           | 49     | 17     |
| 2014-2015          | Chelsea            | PL                 | 38         | 14         | FACup+CdL       | 1+6             | 0+2             | UCL                | 7                  | 3                  | -           | -           | -           | 52     | 19     |
| 2015-2016          | Chelsea            | PL                 | 31         | 4          | FACup+CdL       | 2+1             | 2+0             | UCL                | 8                  | 0                  | CS          | 1           | 0           | 43     | 6      |
| 2016-2017          | Chelsea            | PL                 | 36         | 16         | FACup+CdL       | 4+3             | 1+0             | -                  | -                  | -                  | -           | -           | -           | 43     | 17     |
| 2017-2018          | Chelsea            | PL                 | 34         | 12         | FACup+CdL       | 5+4             | 1+1             | UCL                | 8                  | 3                  | CS          | 0           | 0           | 51     | 17     |
| 2018-2019          | Chelsea            | PL                 | 37         | 16         | FACup+CdL       | 2+5             | 0+3             | UEL                | 8                  | 2                  | CS          | 0           | 0           | 52     | 21     |
| Totale Chelsea     | Totale Chelsea     | Totale Chelsea     | 245        | 85         |                 | 48              | 13              |                    | 53                 | 11                 |             | 6           | 1           | 352    | 110    |
| 2019-2020          | Real Madrid        | PD                 | 16         | 1          | CR              | 0               | 0               | UCL                | 6                  | 0                  | SS          | -           | -           | 22     | 1      |
| 2020-2021          | Real Madrid        | PD                 | 14         | 3          | CR              | 1               | 0               | UCL                | 5                  | 1                  | SS          | 1           | 0           | 21     | 4      |
| 2021-2022          | Real Madrid        | PD                 | 18         | 0          | CR              | 2               | 1               | UCL                | 3                  | 0                  | SS          | 0           | 0           | 23     | 1      |
| 2022-2023          | Real Madrid        | PD                 | 6          | 0          | CR              | 1               | 0               | UCL                | 3                  | 1                  | SS+SU+Cmc   | 0           | 0           | 10     | 1      |
| Totale Real Madrid | Totale Real Madrid | Totale Real Madrid | 54         | 4          |                 | 4               | 1               |                    | 17                 | 2                  |             | 1           | 0           | 76     | 7      |
| Totale carriera    | Totale carriera    | Totale carriera    | 459        | 126        |                 | 71              | 23              |                    | 97                 | 17                 |             | 8           | 2           | 635    | 168    |

### Cronologia presenze e reti in nazionale
| Cronologia completa delle presenze e delle reti in nazionale ― Belgio | Cronologia completa delle presenze e delle reti in nazionale ― Belgio | Cronologia completa delle presenze e delle reti in nazionale ― Belgio | Cronologia completa delle presenze e delle reti in nazionale ― Belgio | Cronologia completa delle presenze e delle reti in nazionale ― Belgio | Cronologia completa delle presenze e delle reti in nazionale ― Belgio | Cronologia completa delle presenze e delle reti in nazionale ― Belgio | Cronologia completa delle presenze e delle reti in nazionale ― Belgio |
| Data                                                                  | Città                                                                 | In casa                                                               | Risultato                                                             | Ospiti                                                                | Competizione                                                          | Reti                                                                  | Note                                                                  |
| --------------------------------------------------------------------- | --------------------------------------------------------------------- | --------------------------------------------------------------------- | --------------------------------------------------------------------- | --------------------------------------------------------------------- | --------------------------------------------------------------------- | --------------------------------------------------------------------- | --------------------------------------------------------------------- |
| 19-11-2008                                                            | Lussemburgo                                                           | Lussemburgo                                                           | 1 – 1                                                                 | Belgio                                                                | Amichevole                                                            | -                                                                     | 67’                                                                   |
| 11-2-2009                                                             | Genk                                                                  | Belgio                                                                | 2 – 0                                                                 | Slovenia                                                              | Amichevole                                                            | -                                                                     | 59’                                                                   |
| 28-3-2009                                                             | Genk                                                                  | Belgio                                                                | 2 – 4                                                                 | Bosnia ed Erzegovina                                                  | Qual. Mondiali 2010                                                   | -                                                                     | 44’                                                                   |
| 1-4-2009                                                              | Zenica                                                                | Bosnia ed Erzegovina                                                  | 2 – 1                                                                 | Belgio                                                                | Qual. Mondiali 2010                                                   | -                                                                     | 73’                                                                   |
| 12-8-2009                                                             | Teplice                                                               | Rep. Ceca                                                             | 3 – 1                                                                 | Belgio                                                                | Amichevole                                                            | -                                                                     | 68’                                                                   |
| 5-9-2009                                                              | La Coruña                                                             | Spagna                                                                | 5 – 0                                                                 | Belgio                                                                | Qual. Mondiali 2010                                                   | -                                                                     | 58’                                                                   |
| 9-9-2009                                                              | Erevan                                                                | Armenia                                                               | 2 – 1                                                                 | Belgio                                                                | Qual. Mondiali 2010                                                   | -                                                                     | 71’                                                                   |
| 10-10-2009                                                            | Bruxelles                                                             | Belgio                                                                | 2 – 0                                                                 | Turchia                                                               | Qual. Mondiali 2010                                                   | -                                                                     | 74’                                                                   |
| 14-11-2009                                                            | Gand                                                                  | Belgio                                                                | 3 – 0                                                                 | Ungheria                                                              | Amichevole                                                            | -                                                                     |                                                                       |
| 17-11-2009                                                            | Sedan                                                                 | Qatar                                                                 | 0 – 2                                                                 | Belgio                                                                | Amichevole                                                            | -                                                                     | 70’                                                                   |
| 3-3-2010                                                              | Bruxelles                                                             | Belgio                                                                | 0 – 1                                                                 | Croazia                                                               | Amichevole                                                            | -                                                                     | 77’                                                                   |
| 19-5-2010                                                             | Bruxelles                                                             | Belgio                                                                | 2 – 1                                                                 | Bulgaria                                                              | Amichevole                                                            | -                                                                     |                                                                       |
| 11-8-2010                                                             | Turku                                                                 | Finlandia                                                             | 1 – 0                                                                 | Belgio                                                                | Amichevole                                                            | -                                                                     |                                                                       |
| 3-9-2010                                                              | Bruxelles                                                             | Belgio                                                                | 0 – 1                                                                 | Germania                                                              | Qual. Euro 2012                                                       | -                                                                     | 73’                                                                   |
| 7-9-2010                                                              | Istanbul                                                              | Turchia                                                               | 3 – 2                                                                 | Belgio                                                                | Qual. Euro 2012                                                       | -                                                                     | 82’                                                                   |
| 12-10-2010                                                            | Bruxelles                                                             | Belgio                                                                | 4 – 4                                                                 | Austria                                                               | Qual. Euro 2012                                                       | -                                                                     | 81’                                                                   |
| 17-11-2010                                                            | Voronež                                                               | Russia                                                                | 0 – 2                                                                 | Belgio                                                                | Amichevole                                                            | -                                                                     | 48’ 90+1’                                                             |
| 9-2-2011                                                              | Gand                                                                  | Belgio                                                                | 1 – 1                                                                 | Finlandia                                                             | Amichevole                                                            | -                                                                     | 82’                                                                   |
| 29-3-2011                                                             | Bruxelles                                                             | Belgio                                                                | 4 – 1                                                                 | Azerbaigian                                                           | Qual. Euro 2012                                                       | -                                                                     | 64’                                                                   |
| 3-6-2011                                                              | Bruxelles                                                             | Belgio                                                                | 1 – 1                                                                 | Turchia                                                               | Qual. Euro 2012                                                       | -                                                                     | 60’                                                                   |
| 2-9-2011                                                              | Baku                                                                  | Azerbaigian                                                           | 1 – 1                                                                 | Belgio                                                                | Qual. Euro 2012                                                       | -                                                                     |                                                                       |
| 6-9-2011                                                              | Bruxelles                                                             | Belgio                                                                | 1 – 0                                                                 | Stati Uniti                                                           | Amichevole                                                            | -                                                                     | 63’                                                                   |
| 7-10-2011                                                             | Bruxelles                                                             | Belgio                                                                | 4 – 1                                                                 | Kazakistan                                                            | Qual. Euro 2012                                                       | 1                                                                     | 63’                                                                   |
| 11-10-2011                                                            | Düsseldorf                                                            | Germania                                                              | 3 – 1                                                                 | Belgio                                                                | Qual. Euro 2012                                                       | -                                                                     |                                                                       |
| 15-11-2011                                                            | Saint-Denis                                                           | Francia                                                               | 0 – 0                                                                 | Belgio                                                                | Amichevole                                                            | -                                                                     |                                                                       |
| 29-2-2012                                                             | Candia                                                                | Grecia                                                                | 1 – 1                                                                 | Belgio                                                                | Amichevole                                                            | -                                                                     | 46’                                                                   |
| 25-5-2012                                                             | Bruxelles                                                             | Belgio                                                                | 2 – 2                                                                 | Montenegro                                                            | Amichevole                                                            | 1                                                                     |                                                                       |
| 2-6-2012                                                              | Londra                                                                | Inghilterra                                                           | 1 – 0                                                                 | Belgio                                                                | Amichevole                                                            | -                                                                     |                                                                       |
| 15-8-2012                                                             | Bruxelles                                                             | Belgio                                                                | 4 – 2                                                                 | Paesi Bassi                                                           | Amichevole                                                            | -                                                                     | 58’                                                                   |
| 7-9-2012                                                              | Cardiff                                                               | Galles                                                                | 0 – 2                                                                 | Belgio                                                                | Qual. Mondiali 2014                                                   | -                                                                     |                                                                       |
| 11-9-2012                                                             | Bruxelles                                                             | Belgio                                                                | 1 – 1                                                                 | Croazia                                                               | Qual. Mondiali 2014                                                   | -                                                                     |                                                                       |
| 12-10-2012                                                            | Belgrado                                                              | Serbia                                                                | 0 – 3                                                                 | Belgio                                                                | Qual. Mondiali 2014                                                   | -                                                                     | 55’                                                                   |
| 16-10-2012                                                            | Bruxelles                                                             | Belgio                                                                | 2 – 0                                                                 | Scozia                                                                | Qual. Mondiali 2014                                                   | -                                                                     | 46’                                                                   |
| 6-2-2013                                                              | Bruges                                                                | Belgio                                                                | 2 – 1                                                                 | Slovacchia                                                            | Amichevole                                                            | 1                                                                     |                                                                       |
| 22-3-2013                                                             | Skopje                                                                | Macedonia                                                             | 0 – 2                                                                 | Belgio                                                                | Qual. Mondiali 2014                                                   | 1                                                                     |                                                                       |
| 26-3-2013                                                             | Bruxelles                                                             | Belgio                                                                | 1 – 0                                                                 | Macedonia                                                             | Qual. Mondiali 2014                                                   | 1                                                                     | 90’                                                                   |
| 7-6-2013                                                              | Bruxelles                                                             | Belgio                                                                | 2 – 1                                                                 | Serbia                                                                | Qual. Mondiali 2014                                                   | -                                                                     | 64’                                                                   |
| 14-8-2013                                                             | Bruxelles                                                             | Belgio                                                                | 0 – 0                                                                 | Francia                                                               | Amichevole                                                            | -                                                                     | 74’                                                                   |
| 11-10-2013                                                            | Zagabria                                                              | Croazia                                                               | 1 – 2                                                                 | Belgio                                                                | Qual. Mondiali 2014                                                   | -                                                                     |                                                                       |
| 15-10-2013                                                            | Bruxelles                                                             | Belgio                                                                | 1 – 1                                                                 | Galles                                                                | Qual. Mondiali 2014                                                   | -                                                                     | 58’                                                                   |
| 14-11-2013                                                            | Bruxelles                                                             | Belgio                                                                | 0 – 2                                                                 | Colombia                                                              | Amichevole                                                            | -                                                                     | 66’                                                                   |
| 19-11-2013                                                            | Bruxelles                                                             | Belgio                                                                | 2 – 3                                                                 | Giappone                                                              | Amichevole                                                            | -                                                                     | 46’                                                                   |
| 5-3-2014                                                              | Bruxelles                                                             | Belgio                                                                | 2 – 2                                                                 | Costa d'Avorio                                                        | Amichevole                                                            | -                                                                     | 62’                                                                   |
| 26-5-2014                                                             | Genk                                                                  | Belgio                                                                | 5 – 1                                                                 | Lussemburgo                                                           | Amichevole                                                            | -                                                                     | 46’                                                                   |
| 1-6-2014                                                              | Solna                                                                 | Svezia                                                                | 0 – 2                                                                 | Belgio                                                                | Amichevole                                                            | 1                                                                     | 79’                                                                   |
| 7-6-2014                                                              | Bruxelles                                                             | Belgio                                                                | 1 – 0                                                                 | Tunisia                                                               | Amichevole                                                            | -                                                                     | 74’                                                                   |
| 17-6-2014                                                             | Belo Horizonte                                                        | Algeria                                                               | 1 – 2                                                                 | Belgio                                                                | Mondiali 2014 - 1º turno                                              | -                                                                     |                                                                       |
| 22-6-2014                                                             | Rio de Janeiro                                                        | Belgio                                                                | 1 – 0                                                                 | Russia                                                                | Mondiali 2014 - 1º turno                                              | -                                                                     |                                                                       |
| 26-6-2014                                                             | San Paolo                                                             | Corea del Sud                                                         | 0 – 1                                                                 | Belgio                                                                | Mondiali 2014 - 1º turno                                              | -                                                                     | 88’                                                                   |
| 1-7-2014                                                              | Salvador                                                              | Stati Uniti                                                           | 1 – 2 dts                                                             | Belgio                                                                | Mondiali 2014 - Ottavi di finale                                      | -                                                                     | 111’                                                                  |
| 5-7-2014                                                              | Brasilia                                                              | Argentina                                                             | 1 – 0                                                                 | Belgio                                                                | Mondiali 2014 - Quarti di finale                                      | -                                                                     | 53’ 75’                                                               |
| 13-10-2014                                                            | Zenica                                                                | Bosnia ed Erzegovina                                                  | 1 – 1                                                                 | Belgio                                                                | Qual. Euro 2016                                                       | -                                                                     |                                                                       |
| 12-11-2014                                                            | Bruxelles                                                             | Belgio                                                                | 3 – 1                                                                 | Islanda                                                               | Amichevole                                                            | -                                                                     | 46’                                                                   |
| 16-11-2014                                                            | Bruxelles                                                             | Belgio                                                                | 0 – 0                                                                 | Galles                                                                | Qual. Euro 2016                                                       | -                                                                     |                                                                       |
| 28-3-2015                                                             | Bruxelles                                                             | Belgio                                                                | 5 – 0                                                                 | Cipro                                                                 | Qual. Euro 2016                                                       | 1                                                                     | 69’                                                                   |
| 31-3-2015                                                             | Gerusalemme                                                           | Israele                                                               | 0 – 1                                                                 | Belgio                                                                | Qual. Euro 2016                                                       | -                                                                     | 63’                                                                   |
| 7-6-2015                                                              | Saint-Denis                                                           | Francia                                                               | 3 – 4                                                                 | Belgio                                                                | Amichevole                                                            | 1                                                                     | Cap.                                                                  |
| 12-6-2015                                                             | Cardiff                                                               | Galles                                                                | 1 – 0                                                                 | Belgio                                                                | Qual. Euro 2016                                                       | -                                                                     | Cap.                                                                  |
| 3-9-2015                                                              | Bruxelles                                                             | Belgio                                                                | 3 – 1                                                                 | Bosnia ed Erzegovina                                                  | Qual. Euro 2016                                                       | 1                                                                     |                                                                       |
| 6-9-2015                                                              | Nicosia                                                               | Cipro                                                                 | 0 – 1                                                                 | Belgio                                                                | Qual. Euro 2016                                                       | 1                                                                     |                                                                       |
| 10-10-2015                                                            | Andorra la Vella                                                      | Andorra                                                               | 1 – 4                                                                 | Belgio                                                                | Qual. Euro 2016                                                       | 1                                                                     | Cap. 79’                                                              |
| 13-10-2015                                                            | Bruxelles                                                             | Belgio                                                                | 3 – 1                                                                 | Israele                                                               | Qual. Euro 2016                                                       | 1                                                                     |                                                                       |
| 13-11-2015                                                            | Bruxelles                                                             | Belgio                                                                | 3 – 1                                                                 | Italia                                                                | Amichevole                                                            | -                                                                     | Cap.                                                                  |
| 28-5-2016                                                             | Lancy                                                                 | Svizzera                                                              | 1 – 2                                                                 | Belgio                                                                | Amichevole                                                            | -                                                                     | Cap.                                                                  |
| 1-6-2016                                                              | Bruxelles                                                             | Belgio                                                                | 1 – 1                                                                 | Finlandia                                                             | Amichevole                                                            | -                                                                     | Cap.                                                                  |
| 5-6-2016                                                              | Bruxelles                                                             | Belgio                                                                | 3 – 2                                                                 | Norvegia                                                              | Amichevole                                                            | 1                                                                     | Cap. 84’                                                              |
| 13-6-2016                                                             | Lione                                                                 | Belgio                                                                | 0 – 2                                                                 | Italia                                                                | Euro 2016 - 1º turno                                                  | -                                                                     | Cap.                                                                  |
| 18-6-2016                                                             | Bordeaux                                                              | Belgio                                                                | 3 – 0                                                                 | Irlanda                                                               | Euro 2016 - 1º turno                                                  | -                                                                     | Cap.                                                                  |
| 22-6-2016                                                             | Nizza                                                                 | Svezia                                                                | 0 – 1                                                                 | Belgio                                                                | Euro 2016 - 1º turno                                                  | -                                                                     | Cap. 90+3’                                                            |
| 26-6-2016                                                             | Tolosa                                                                | Ungheria                                                              | 0 – 4                                                                 | Belgio                                                                | Euro 2016 - Ottavi di finale                                          | 1                                                                     | Cap. 81’                                                              |
| 1-7-2016                                                              | Lilla                                                                 | Galles                                                                | 3 – 1                                                                 | Belgio                                                                | Euro 2016 - Quarti di finale                                          | -                                                                     | Cap.                                                                  |
| 1-9-2016                                                              | Bruxelles                                                             | Belgio                                                                | 0 – 2                                                                 | Spagna                                                                | Amichevole                                                            | -                                                                     | Cap.                                                                  |
| 6-9-2016                                                              | Nicosia                                                               | Cipro                                                                 | 0 – 3                                                                 | Belgio                                                                | Qual. Mondiali 2018                                                   | -                                                                     | Cap.                                                                  |
| 7-10-2016                                                             | Bruxelles                                                             | Belgio                                                                | 4 – 0                                                                 | Bosnia ed Erzegovina                                                  | Qual. Mondiali 2018                                                   | 1                                                                     | Cap. 87’                                                              |
| 10-10-2016                                                            | Faro                                                                  | Gibilterra                                                            | 0 – 6                                                                 | Belgio                                                                | Qual. Mondiali 2018                                                   | 1                                                                     | Cap.                                                                  |
| 9-11-2016                                                             | Amsterdam                                                             | Paesi Bassi                                                           | 1 – 1                                                                 | Belgio                                                                | Amichevole                                                            | -                                                                     | Cap.                                                                  |
| 13-11-2016                                                            | Bruxelles                                                             | Belgio                                                                | 8 – 1                                                                 | Estonia                                                               | Qual. Mondiali 2018                                                   | 1                                                                     | Cap. 73’                                                              |
| 31-8-2017                                                             | Liegi                                                                 | Belgio                                                                | 9 – 0                                                                 | Gibilterra                                                            | Qual. Mondiali 2018                                                   | 1                                                                     | Cap. 77’                                                              |
| 3-9-2017                                                              | Atene                                                                 | Grecia                                                                | 1 – 2                                                                 | Belgio                                                                | Qual. Mondiali 2018                                                   | -                                                                     | 74’                                                                   |
| 7-10-2017                                                             | Sarajevo                                                              | Bosnia ed Erzegovina                                                  | 3 – 4                                                                 | Belgio                                                                | Qual. Mondiali 2018                                                   | -                                                                     | Cap.                                                                  |
| 10-10-2017                                                            | Bruxelles                                                             | Belgio                                                                | 4 – 0                                                                 | Cipro                                                                 | Qual. Mondiali 2018                                                   | 2                                                                     | 77’                                                                   |
| 10-11-2017                                                            | Bruxelles                                                             | Belgio                                                                | 3 – 3                                                                 | Messico                                                               | Amichevole                                                            | 1                                                                     | Cap. 85’                                                              |
| 27-3-2018                                                             | Bruxelles                                                             | Belgio                                                                | 4 – 0                                                                 | Arabia Saudita                                                        | Amichevole                                                            | -                                                                     | 59’                                                                   |
| 2-6-2018                                                              | Bruxelles                                                             | Belgio                                                                | 0 – 0                                                                 | Portogallo                                                            | Amichevole                                                            | -                                                                     | 80’                                                                   |
| 6-6-2018                                                              | Bruxelles                                                             | Belgio                                                                | 3 – 0                                                                 | Egitto                                                                | Amichevole                                                            | 1                                                                     | Cap. 46’                                                              |
| 11-6-2018                                                             | Bruxelles                                                             | Belgio                                                                | 4 – 1                                                                 | Costa Rica                                                            | Amichevole                                                            | -                                                                     | 70’                                                                   |
| 18-6-2018                                                             | Soči                                                                  | Belgio                                                                | 3 – 0                                                                 | Panama                                                                | Mondiali 2018 - 1º turno                                              | -                                                                     | Cap.                                                                  |
| 23-6-2018                                                             | Mosca                                                                 | Belgio                                                                | 5 – 2                                                                 | Tunisia                                                               | Mondiali 2018 - 1º turno                                              | 2                                                                     | Cap. 68’                                                              |
| 2-7-2018                                                              | Rostov                                                                | Belgio                                                                | 3 – 2                                                                 | Giappone                                                              | Mondiali 2018 - Ottavi di finale                                      | -                                                                     | Cap.                                                                  |
| 6-7-2018                                                              | Kazan'                                                                | Brasile                                                               | 1 – 2                                                                 | Belgio                                                                | Mondiali 2018 - Quarti di finale                                      | -                                                                     |                                                                       |
| 10-7-2018                                                             | San Pietroburgo                                                       | Francia                                                               | 1 – 0                                                                 | Belgio                                                                | Mondiali 2018 - Semifinale                                            | -                                                                     | 63’                                                                   |
| 14-7-2018                                                             | San Pietroburgo                                                       | Belgio                                                                | 2 – 0                                                                 | Inghilterra                                                           | Mondiali 2018 - Finale 3º posto                                       | 1                                                                     |                                                                       |
| 7-9-2018                                                              | Glasgow                                                               | Scozia                                                                | 0 – 4                                                                 | Belgio                                                                | Amichevole                                                            | 1                                                                     | 56’                                                                   |
| 11-9-2018                                                             | Reykjavík                                                             | Islanda                                                               | 0 – 3                                                                 | Belgio                                                                | UEFA Nations League 2018-2019 - 1º turno                              | 1                                                                     | 89’                                                                   |
| 12-10-2018                                                            | Bruxelles                                                             | Belgio                                                                | 2 – 1                                                                 | Svizzera                                                              | UEFA Nations League 2018-2019 - 1º turno                              | -                                                                     | Cap.                                                                  |
| 16-10-2018                                                            | Bruxelles                                                             | Belgio                                                                | 1 – 1                                                                 | Paesi Bassi                                                           | Amichevole                                                            | -                                                                     | Cap. 46’                                                              |
| 15-11-2018                                                            | Bruxelles                                                             | Belgio                                                                | 2 – 0                                                                 | Islanda                                                               | UEFA Nations League 2018-2019 - 1º turno                              | -                                                                     | Cap. 75’                                                              |
| 18-11-2018                                                            | Lucerna                                                               | Svizzera                                                              | 5 – 2                                                                 | Belgio                                                                | UEFA Nations League 2018-2019 - 1º turno                              | -                                                                     | Cap.                                                                  |
| 21-3-2019                                                             | Bruxelles                                                             | Belgio                                                                | 3 – 1                                                                 | Russia                                                                | Qual. Euro 2020                                                       | 2                                                                     | Cap.                                                                  |
| 24-3-2019                                                             | Nicosia                                                               | Cipro                                                                 | 0 – 2                                                                 | Belgio                                                                | Qual. Euro 2020                                                       | 1                                                                     | Cap.                                                                  |
| 8–6-2019                                                              | Bruxelles                                                             | Belgio                                                                | 3 – 0                                                                 | Kazakistan                                                            | Qual. Euro 2020                                                       | -                                                                     | Cap.                                                                  |
| 11-6-2019                                                             | Bruxelles                                                             | Belgio                                                                | 3 – 0                                                                 | Scozia                                                                | Qual. Euro 2020                                                       | -                                                                     | Cap.                                                                  |
| 10-10-2019                                                            | Bruxelles                                                             | Belgio                                                                | 9 – 0                                                                 | San Marino                                                            | Qual. Euro 2020                                                       | -                                                                     | Cap. 63’                                                              |
| 13-10-2019                                                            | Astana                                                                | Kazakistan                                                            | 0 – 2                                                                 | Belgio                                                                | Qual. Euro 2020                                                       | -                                                                     | Cap.                                                                  |
| 16-11-2019                                                            | San Pietroburgo                                                       | Russia                                                                | 1 – 4                                                                 | Belgio                                                                | Qual. Euro 2020                                                       | 2                                                                     | Cap.                                                                  |
| 19-11-2019                                                            | Bruxelles                                                             | Belgio                                                                | 6 – 1                                                                 | Cipro                                                                 | Qual. Euro 2020                                                       | -                                                                     | Cap. 64’                                                              |
| 6-6-2021                                                              | Bruxelles                                                             | Belgio                                                                | 1 – 0                                                                 | Croazia                                                               | Amichevole                                                            | -                                                                     | 81’                                                                   |
| 12-6-2021                                                             | San Pietroburgo                                                       | Belgio                                                                | 3 – 0                                                                 | Russia                                                                | Euro 2020 - 1º turno                                                  | -                                                                     | 72’                                                                   |
| 17-6-2021                                                             | Copenaghen                                                            | Danimarca                                                             | 1 – 2                                                                 | Belgio                                                                | Euro 2020 - 1º turno                                                  | -                                                                     | 59’                                                                   |
| 21-6-2021                                                             | San Pietroburgo                                                       | Finlandia                                                             | 0 – 2                                                                 | Belgio                                                                | Euro 2020 - 1º turno                                                  | -                                                                     | Cap.                                                                  |
| 27-6-2021                                                             | Siviglia                                                              | Belgio                                                                | 1 – 0                                                                 | Portogallo                                                            | Euro 2020 - Ottavi di finale                                          | -                                                                     | Cap. 87’                                                              |
| 2-9-2021                                                              | Tallinn                                                               | Estonia                                                               | 2 – 5                                                                 | Belgio                                                                | Qual. Mondiali 2022                                                   | -                                                                     | Cap. 74’                                                              |
| 5-9-2021                                                              | Bruxelles                                                             | Belgio                                                                | 3 – 0                                                                 | Rep. Ceca                                                             | Qual. Mondiali 2022                                                   | 1                                                                     | Cap. 73’                                                              |
| 8-9-2021                                                              | Kazan'                                                                | Bielorussia                                                           | 0 – 1                                                                 | Belgio                                                                | Qual. Mondiali 2022                                                   | -                                                                     | 60’                                                                   |
| 7-10-2021                                                             | Torino                                                                | Belgio                                                                | 2 – 3                                                                 | Francia                                                               | UEFA Nations League 2020-2021 - Semifinale                            | -                                                                     | Cap. 74’                                                              |
| 13-11-2021                                                            | Bruxelles                                                             | Belgio                                                                | 3 – 1                                                                 | Estonia                                                               | Qual. Mondiali 2022                                                   | -                                                                     | Cap. 62’                                                              |
| 3-6-2022                                                              | Bruxelles                                                             | Belgio                                                                | 1 – 4                                                                 | Paesi Bassi                                                           | UEFA Nations League 2022-2023 - 1º turno                              | -                                                                     | Cap. 46’                                                              |
| 8-6-2022                                                              | Bruxelles                                                             | Belgio                                                                | 6 – 1                                                                 | Polonia                                                               | UEFA Nations League 2022-2023 - 1º turno                              | -                                                                     | Cap. 66’                                                              |
| 11-6-2022                                                             | Cardiff                                                               | Galles                                                                | 1 – 1                                                                 | Belgio                                                                | UEFA Nations League 2022-2023 - 1º turno                              | -                                                                     | 72’                                                                   |
| 14-6-2022                                                             | Varsavia                                                              | Polonia                                                               | 0 – 1                                                                 | Belgio                                                                | UEFA Nations League 2022-2023 - 1º turno                              | -                                                                     | Cap. 67’                                                              |
| 22-9-2022                                                             | Bruxelles                                                             | Belgio                                                                | 2 – 1                                                                 | Galles                                                                | UEFA Nations League 2022-2023 - 1º turno                              | -                                                                     | Cap. 65’                                                              |
| 25-9-2022                                                             | Amsterdam                                                             | Paesi Bassi                                                           | 1 – 0                                                                 | Belgio                                                                | UEFA Nations League 2022-2023 - 1º turno                              | -                                                                     | Cap. 64’                                                              |
| 18-11-2022                                                            | Al Kuwait                                                             | Belgio                                                                | 1 – 2                                                                 | Egitto                                                                | Amichevole                                                            | -                                                                     | Cap. 71’                                                              |
| 23-11-2022                                                            | Al Rayyan                                                             | Belgio                                                                | 1 – 0                                                                 | Canada                                                                | Mondiali 2022 - 1º turno                                              | -                                                                     | Cap. 62’                                                              |
| 27-11-2022                                                            | Doha                                                                  | Belgio                                                                | 0 – 2                                                                 | Marocco                                                               | Mondiali 2022 - 1º turno                                              | -                                                                     | Cap. 61’                                                              |
| 1-12-2022                                                             | Al Rayyan                                                             | Croazia                                                               | 0 – 0                                                                 | Belgio                                                                | Mondiali 2022 - 1º turno                                              | -                                                                     | 87’                                                                   |
| Totale                                                                |                                                                       | Presenze (4º posto)                                                   | 126                                                                   |                                                                       | Reti (2º posto)                                                       | 33                                                                    |                                                                       |

## Palmarès

### Club

#### Competizioni nazionali
- Campionato francese: 1

Lilla: 2010-2011
- Coppa di Francia: 1

Lilla: 2010-2011
- Coppa di Lega inglese: 1

Chelsea: 2014-2015
- Campionato inglese: 2

Chelsea: 2014-2015, 2016-2017
- Coppa d'Inghilterra: 1

Chelsea: 2017-2018
- Campionato spagnolo: 2

Real Madrid: 2019-2020, 2021-2022
- Supercoppa di Spagna: 2

Real Madrid: 2020, 2022
- Coppa di Spagna: 1

Real Madrid: 2022-2023

#### Competizioni internazionali

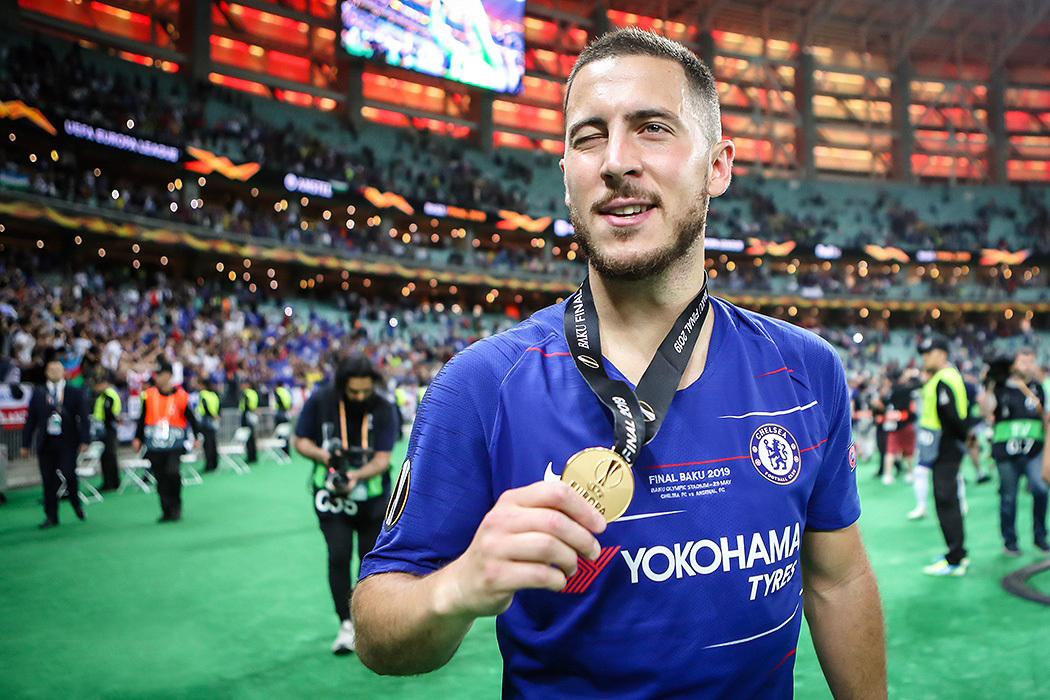
Hazard al termine della finale di Europa League vinta nel 2019.

- UEFA Europa League: 2

Chelsea: 2012-2013, 2018-2019
- UEFA Champions League:  1

Real Madrid: 2021-2022
- Supercoppa UEFA: 1

Real Madrid: 2022
- Coppa del mondo per club: 1

Real Madrid: 2022

### Individuale
- Trophées UNFP du football: 7

Miglior giovane della Ligue 1: 2009, 2010
Squadra ideale della Ligue 1: 2010, 2011, 2012
Miglior giocatore della Ligue 1: 2011, 2012
- Trofeo Bravo: 1

2011
- Giovane dell'anno della PFA: 1

2014
- Giocatore dell'anno della PFA: 1

2014-2015
- Squadra dell'anno della PFA: 4

2012-2013, 2013-2014, 2014-2015, 2016-2017
- Squadra dell'anno ESM: 1

2014-2015
- Squadra dell'anno UEFA: 2

2017, 2018
- Pallone d'argento del campionato mondiale: 1

Russia 2018
- Squadra maschile dell'anno IFFHS: 1

2018
- FIFA FIFPro World XI: 2

2018, 2019
- Playmaker dell'anno della Premier League: 1

2018-2019
- Calciatore della stagione della UEFA Europa League: 1

2018-2019
- Squadra della stagione della UEFA Europa League: 1

2018-2019